# Zerouala
Zerouala (em árabe: زروالة) é uma comuna localizada na província de Sidi Bel Abbès, Argélia. De acordo com o censo de 2008, a população total da cidade era de 4 790 habitantes.